# Norwegian International 2009
Die Norwegian International 2009 im Badminton fanden vom 12. bis zum 15. November 2009 in Oslo statt.

## Sieger und Platzierte
| Disziplin    | Gold                        | Silber                               | Bronze                                   |
| ------------ | --------------------------- | ------------------------------------ | ---------------------------------------- |
| Herreneinzel | Hans-Kristian Vittinghus    | Marc Zwiebler                        | Christian Lind Thomsen                   |
| Herreneinzel | Hans-Kristian Vittinghus    | Marc Zwiebler                        | Raul Must                                |
| Dameneinzel  | Juliane Schenk              | Rachel van Cutsen                    | Anu Nieminen                             |
| Dameneinzel  | Juliane Schenk              | Rachel van Cutsen                    | Larisa Griga                             |
| Herrendoppel | Rasmus Bonde Simon Mollyhus | Kristof Hopp Johannes Schöttler      | Mads Conrad-Petersen Mads Pieler Kolding |
| Herrendoppel | Rasmus Bonde Simon Mollyhus | Kristof Hopp Johannes Schöttler      | Mikkel Elbjørn Christian Skovgaard       |
| Damendoppel  | Helle Nielsen Marie Røpke   | Samantha Barning Eefje Muskens       | Emma Mason Heather Olver                 |
| Damendoppel  | Helle Nielsen Marie Røpke   | Samantha Barning Eefje Muskens       | Maria Helsbøl Anne Skelbæk               |
| Mixed        | Marcus Ellis Heather Olver  | Robin Middleton Mariana Agathangelou | Tim Dettmann Emelie Lennartsson          |
| Mixed        | Marcus Ellis Heather Olver  | Robin Middleton Mariana Agathangelou | Tarun Kona Shruti Kurien                 |